# Produccions Blau
Produccions Blau és una empresa establerta a Palma (Mallorca) des de 1980 i dedicada a la producció, edició i distribució de música i altres productes audiovisuals. La seva especialitat és donar a conèixer a tot el món la música que es fa a les Illes Balears.
Disposa de dues entitats; Blau, editora discogràfica que es dedica a la difusió de la música balear. Xocolat, una botiga especialitzada de discos i altres formats audiovisuals i es sòcia de la discogràfica Discmedi.

## Història
La tenda Xocolat fou creada el 1980. El 17 de juny de 1981 va patrocinar l'actuació de Keith Jarrett a l'Auditòrium de Palma. A aquest el seguirien molts d'altres i la presentació de les tres primeres edicions del Festival de Jazz de Palma amb Ray Charles, Dizzy Gillespie, Dexter Gordon, Chick Corea, Stan Getz i Ella Fitzgerald. El 1982 Miquel Àngel Sancho i Joan Bibiloni van crear el segell discogràfic Blau. La tenda desapareixeria el 1984, però tornà a obrir el 1987. El 1989 fundaren a Barcelona la distribuïdora Discmedi i des d'aleshores treballen no sols per donar a conèixer la música balear arreu, sinó també per introduir a les Illes Balears les noves tendències musicals d'arreu del món. El 2003 van rebre un dels Premis 31 de desembre de l'OCB.
Miquel Àngel Sancho o Miguel Ángel Sancho va ser el fundador de la botiga de discos Xocolat Centre el 1980 a Palma (Mallorca), el 1982 va fundar junt a Joan Bibiloni el segell discogràfic Produccions Blau i el 1989 va fundar a Barcelona, junt amb altres socis, l'editora i productora discogràfica Discmedi.